# قهرمان

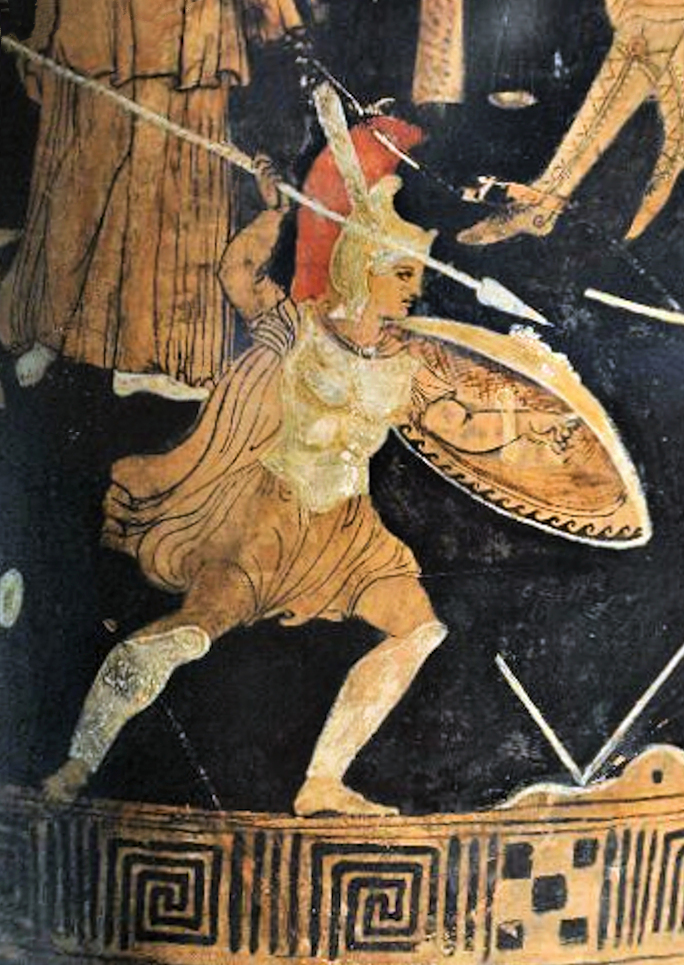
آشیل در طول جنگ تروآ، در یک نقاشی سفالی یونان باستان نشان داده شده است.
(c. ۳۰۰ قبل از میلاد).

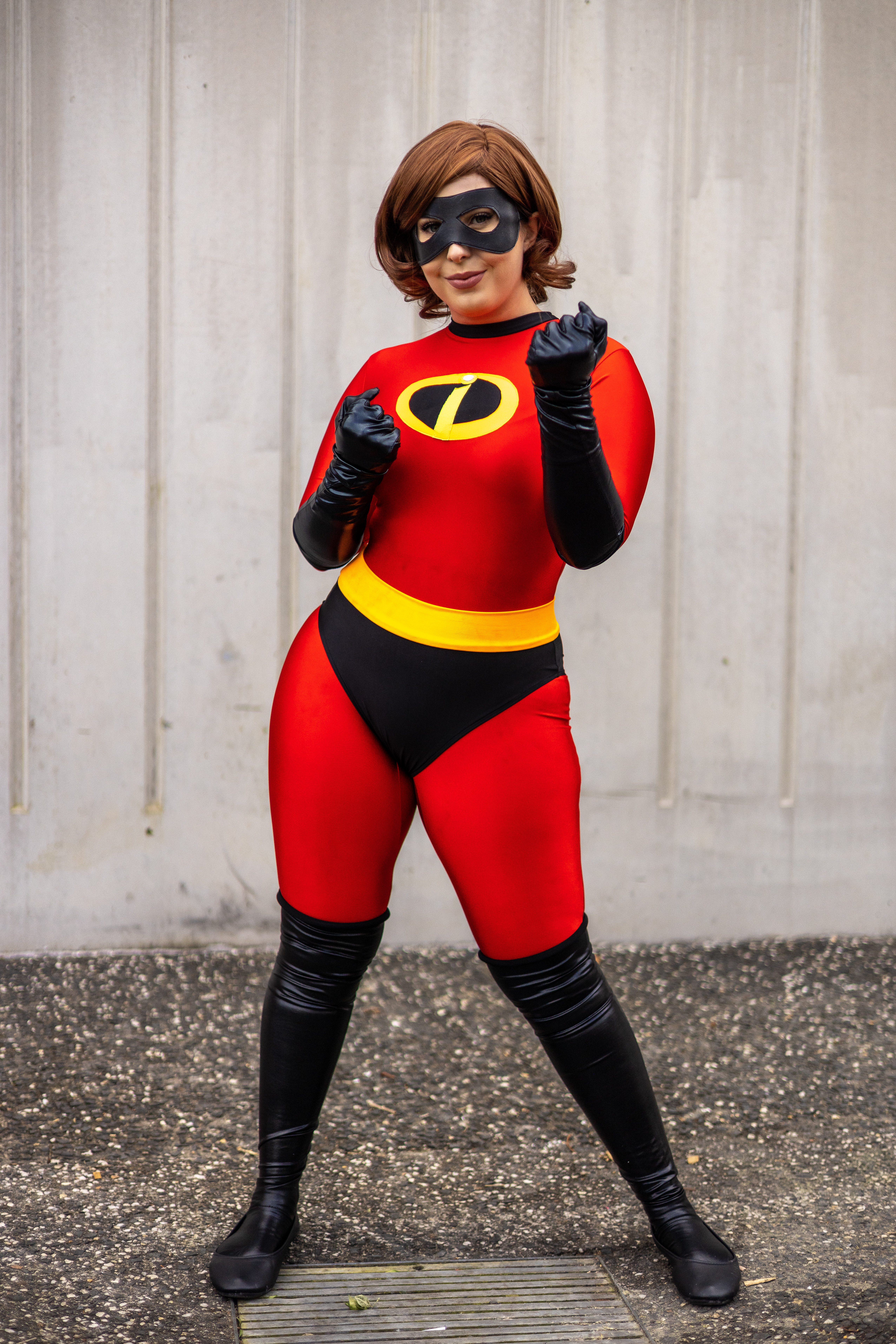
یک قهرمان خیالی از استودیوی انیمیشن پیکسار

قهرمان (به انگلیسی: Hero) یک شخص واقعی یا یک شخصیت اصلی داستانی است که هنگام روبرو شدن با خطر، با هوش، شجاعت یا قدرت با سختی‌ها و مشکل‌ها مبارزه می‌کند. قهرمان اصلی حماسه‌های کلاسیک چنین کارهایی را برای شکوه و افتخار انجام می‌داد. از سوی دیگر، قهرمانان مدرن، به جای هدف کلاسیک ثروت، غرور و شهرت، کارهای بزرگ یا اعمال فداکارانه را برای سود همگانی انجام می‌دهند. متضاد قهرمان شرور است. دیگر اصطلاح‌های وابسته به مفهوم قهرمان نیز ممکن است وجود داشته باشند.
یک قهرمان می‌تواند شخصیتی تاریخی یا ملی باشد، یا یک ابرقهرمان دیزاین‌شده در جهان مدرن باشد. سوپرمن، سوپرگرل، اسپایدرمن، الستیگرل، واندروومن و بت‌من شماری از این دسته قهرمانان هستند.

## ریشه
قهرمان (به یونانی: ἥρως (hērōs)) شخصیت اصلی سوگنامه‌های یونان باستان و دورهٔ کلاسیک است که کم‌وبیش از صفاتی چون دلاوری، اشراف‌زادگی، زیبایی، جوانی و آشنایی با آداب عاشقی برخوردار است.